# 戸川安宣 (編集者)
戸川 安宣（とがわ やすのぶ、1947年11月14日 - ）は、日本の編集者、ミステリ評論家。
東京創元社の元会長、元社長。光文文化財団理事。
ミステリ専門書店「TRICK + TRAP」元店主。日本推理作家協会、本格ミステリ作家クラブ各会員。
本格ミステリ作家クラブでは事務局長をつとめた。
編集者としてミステリ作家を多数育成する傍ら、文庫解説等の執筆を行う。

## 経歴
戦時疎開先の長野県で出生し、翌年、東京に移り荒川区南千住で育つ。
生家は備中庭瀬藩戸川家の分家である帯江戸川家で、江戸時代には3000石の大身旗本だった。同名の庭瀬藩主戸川安宣は、直系ではないが、先祖筋にあたる。曽祖父は、帯江戸川家8代目戸川安愛の弟で、9代目戸川最兎女（もとめ）栄秀。母方の祖父の島津伝道は荒沢寺住職として、羽黒山修験本宗を天台宗から独立させた。伝道の子で修験道の研究者である民俗学者の戸川安章は母方の伯父。
立教中学校、立教高等学校卒業。中学から大学にかけての10年間、母の実家である荒沢寺で羽黒派修験秋の峰に入峰する。
1970年、立教大学文学部史学科卒。専攻は宗教民俗学。大学在学中に立教ミステリ・クラブを創立。同クラブの顧問は、同大教授だった平井隆太郎（江戸川乱歩の息子）であった。ミステリ・ファンクラブ「SRの会」にも入り、東京創元社や早川書房に絶えず出入りしていた。
卒業後、取締役編集部長の厚木淳に誘われ、東京創元社に入社。編集部に配属され、一貫して編集畑を歩み、編集長、編集部長、社長、会長、特別顧問、相談役を経て、2012年12月に退職して編集部顧問となるが、現役時代と変わらず本を作っている。
入社当初は部が5人、実働4人だけで、創元推理文庫を担当したが、総合出版社時代の企画も残り、『バルザック全集』の月報だけを作成し、『現代社会科学叢書』、『ミュージック・ライブラリー』、「創元選書」など全てに関わる。入社時の1970年（昭和45年)の春に、翻訳家の宇野利泰の担当になり、同年9月11日刊のJ･G･バラード『狂風世界』から始まり、16年間で21点刊行する。同年末か翌年当初に、洋書店の店頭で見つけたE・D・ビガーズ『チャーリー･チャンの追跡』を編集部長の厚木に申し出て、初の企画を通し、翻訳家の乾信一郎に自分で依頼して1972年2月刊行する。
編集長になり、大きな自分の提案を出して当時翻訳ミステリ中心だった東京創元社で、「日本探偵小説全集」を企画。また1988年より『鮎川哲也と十三の謎』叢書で新人日本作家を集め、北村薫、有栖川有栖、宮部みゆきをデビューさせ、山口雅也を作家デビューさせた。その13冊目として1990年に「十三番目の椅子」の一般公募を行い、それを発展させ翌年鮎川哲也賞を創設した。
講談社文芸図書第三出版部の編集者宇山日出臣とともに、日本の本格ミステリの発展につくしたとされ、2004年に第4回本格ミステリ大賞特別賞を受賞した（宇山と同時受賞）。
知人が吉祥寺で経営していた、当時日本で唯一と自称するミステリ専門書店「TRICK + TRAP」を引き継ぎ、2003年4月4日から2007年2月12日まで、店主として運営していた。
2016年、戸川の「本に関わる人」生を詳細に語り尽くした、聞き書き回想録『ぼくのミステリ・クロニクル』が国書刊行会で刊行された。
2018年から、江戸川乱歩編『世界推理短編傑作集』1‐5巻のリニューアルを担当。2022年には、先の5巻に漏れた名作を拾遺し、名アンソロジーの補完を試み、新たに『世界推理短編傑作集』6巻として編集し発表している。

## 主な著書
- 『ぼくのミステリ・クロニクル』（空犬太郎編、国書刊行会） 2016年 - 戸川へのインタビュー本
- 『ぼくのミステリ・コンパス 朝日新聞連載コラム 1978-1992』（龜鳴屋） 2021年

### 共著
- 『少年探偵団読本 - 乱歩と小林少年と怪人二十面相』（黄金髑髏の会名義・共著、情報センター出版局） 1994年
- 『本格ミステリ・ベスト100 - 1975‐1994』（探偵小説研究会名義・共著、東京創元社） 1997年
- 『暗号と名探偵』（赤木かん子編、共著、ポプラ社） 2001年
- 『幻影城の時代：完全版』（本多正一編、共著、講談社） 2008年
- 『ミステリーが生まれる』（成蹊大学文学部学会編、共著、風間書房） 2008年
- 『ベスト本格ミステリ2013』（本格ミステリ作家クラブ選・編、共著、講談社ノベルス） 2013年 - 評論「『皇帝のかぎ煙草入れ』解析」を収録
- 『貫井徳郎症候群』（貫井徳郎ほか共著、宝島社、宝島社文庫） 2013年
- 『ミステリ編集道』（新保博久著、本の雑誌社） 2015年 - インタビューイの一人として登場

### 編著
- 『私の大好きな探偵 仁木兄妹の事件簿』（仁木悦子、ポプラ社、ポプラ文庫ピュアフル） 2009年
- 『世界推理短編傑作集 6』（創元推理文庫） 2022年
- 『江戸川乱歩: 日本探偵小説の父』（平凡社、別冊太陽「日本のこころ」） 2023

## 翻訳
- 『世界の名探偵1 デュパン』（エドガー・アラン・ポー、ポプラ社、ポプラキミノベル） 2021年